# Abimwa novala
Abimwa novala är en insektsart som beskrevs av Pieter D. Theron 1988. Abimwa novala ingår i släktet Abimwa och familjen dvärgstritar. Inga underarter finns listade i Catalogue of Life.